# Herbert Morgan (Musiker)
Herbert L. Morgan Jr. (auch Herbie Morgan, Rahman Herbie Morgan; * 9. September 1929; † 19. Juli 2013 in New Jersey) war ein US-amerikanischer Jazz-Tenorsaxophonist.
Morgan nahm Anfang der 1960er-Jahre mit Dave Burns für Vanguard Records und in der zweiten Hälfte des Jahrzehnts mehrmals mit Larry Young auf, zu hören auf dessen Blue-Note-Alben Of Love and Peace (1966), Contrasts, Mother Ship und Trip Merchant (1969) mit Lee Morgan. In den 1970er-Jahren gehörte Morgan der Bläsergruppe der Latin-Jazz-Band Ocho an. 2004 trat er auf dem Vision Festival in New York in einem Ensemble-Projekt von Amiri Baraka namens Blue Ark: the Wordship auf, in dem auch Pheeroan akLaff und Vijay Iyer spielten. Im Bereich des Jazz war er zwischen 1966 und 2006 an sechs Aufnahmesessions beteiligt.